# Juan Carlos Real Ruiz
Juan Carlos Real Ruiz (La Corunya, 15 de març de 1991) és un futbolista gallec que juga com a centrecampista al Reial Múrcia CF. Va ser convocat en diverses ocasions per jugar amb les seleccions gallegues sub-16 i sub-18.

## Carrera esportiva
Juan Carlos va arribar al Deportivo de La Coruña, procedent del Victoria, quan encara era aleví. Des de llavors va anar passant progressivament per totes les categories inferiors del club, fins que la temporada 2009-10 comença a jugar al Deportivo B a Tercera divisió. Aquell any, el del seu debut, l'equip aconsegueix l'ascens a Segona B.
La temporada 2010-11, amb només 19 anys, es converteix en un jugador imprescindible per al filial deportivista, arribant a jugar 36 partits i marcant 4 gols. Tot i així, el Depor B no va poder aconseguir la permanència i va tornar a Tercera.
El 22 de juliol de 2011 li arriba l'oportunitat de debutar amb el primer equip en un amistós de pretemporada contra el Viveiro. Va debutar a la Copa del Rei amb el Deportivo contra el Girona FC (5-1) el 7 de setembre de 2011. A la lliga, el seu debut es va produir en l'últim partit de la temporada 2011-12, amb l'equip ja campió de Segona divisió, en una victòria a domicili contra el Vila-real B (0–1). De tota manera, va continuar jugant habitualment amb l'equip B.
El 14 de gener de 2013 marxà cedit a la SD Huesca fins al final de la temporada 2012-13. En el conjunt aragonès va jugar en 10 partits i va marcar 1 gol, He scored his first professional goal late in the month, netting the first in a 2–1 away defeat of CD Numancia tot i que els aragonesos varen finalment baixar de categoria.
Juan Carlos va retornar a Galícia el juliol, i fou definitivament promogut al primer equip, a segona divisió. Hi va jugar 27 partits, i marcà tres gols, durant la temporada, en què el Deportivo va tornar a primera divisió al primer intent.
El 2 d'abril de 2014, el seu company d'equip Luisinho va donar una bufetada a la cara a Juan Carlos després d'una discussió a l'entrenament. El 26 de gener de l'any següent, després de ser rarament utilitzat durant la campanya, va rescindir el seu contracte amb el Depor. i es va incorporar al CD Tenerife de segona divisió hores més tard.
Després d'una etapa de dos anys a la Liga I romanesa amb el CFR Cluj, Juan Carlos va tornar a Tenerife signant un contracte de dos anys. El 27 de juliol de 2018, va fitxar per la UD Almería, també de segona divisió, amb un contracte d'un any.
El 31 de juliol de 2019, l'agent lliure Juan Carlos va fitxar pel seu antic club, l'Osca, amb un contracte de dos anys després del seu descens de la màxima categoria la temporada 2018-19. L'agost de 2021, després d'haver estat sense contracte durant dos mesos, va renovar per dos anys.
El 14 de juliol de 2023, Juan Carlos va acceptar un contracte de tres anys amb el FC Cartagena, encara a segona divisió. El 17 d'agost de l'any següent, va rescindir la seva vinculació amb el club.
L'endemà, Juan Carlos va fitxar pel Reial Múrcia CF a la tercera divisió.

## Palmarès
Deportivo
- Segona Divisió: 2011–12

CFR Cluj
- Cupa României: 2015–16

Huesca
- Segona Divisió: 2019–20